# Дальневосточный карась
Дальневосто́чный кара́сь (лат. Carassius carassius schrenckii) — подвид золотого карася, пресноводная лучепёрая рыба из рода карасей семейства карповых. Имеет разговорные названия: погодник, солнечник, метеоролог, дачник.

## Описание
Дальневосточный карась отличается от золотого менее золотистой чешуёй. Как правило, окрас чешуй серебристо-коричневый или зеленовато-серый, что больше похоже на окрас серебряных карасей, чем на окрас золотых, однако он слегка темнее, чем у серебряного карася. Соотношение высоты тела к длине может значительно меняться в зависимости от условий обитания.
Первый луч спинного и анального плавников представляет собой слегка зазубренный шип, достаточно твёрдый, однако у дальневосточного карася он мягче, чем у остальных видов. Остальные лучи мягкие. Плавники, как и у золотого карася, коричневого цвета.
Дальневосточный карась по длине и массе значительно превышает другие подвиды и виды карасей, его длина иногда достигает 60-70 см, масса — до 7-8 кг. По свидетельствам рыбаков, встречаются значительно более крупные особи, масса которых достигает более 15 кг, длина — более метра. Однако, данная информация официального подтверждения не имеет.

## Ареал
Изначально дальневосточный карась обитал в бассейне реки Амур и прилегающих водоёмах. В 1975 году был впервые пойман в Европе, в реке Сож в районе города Гомеля Белорусской ССР (ныне Республика Беларусь). В середине-конце 1990-х дальневосточных карасей часто стали вылавливать в реках Минска. В 2001 году стал одним из символов Белтелерадиокомпании, с этого года в её столовой регулярно подаются блюда из данного вида рыб. Осенью 2013 года был впервые выловлен в реке Ошмянка в районе деревни Пуговичи на территории Островецкого района Гродненской области. Предположительно, сюда он был завезён дачниками. В настоящий момент на территории Беларуси дальневосточный карась периодически вылавливается и в других регионах, однако это единичные случаи, основным ареалом его обитания остаются реки Минска и реки севера Гродненской области. На протяжении 2014 года часто встречался в озере Лепельское Лепельского района Витебской области, однако в связи с массовым рыболовством в этом озере дальневосточный карась практически полностью исчез.

## Размножение
Данные о процессе размножения дальневосточных карасей отсутствуют, однако предполагается, что он аналогичен процессу размножения золотого карася и происходит посредством гиногенеза.

## Хозяйственное значение
Карась дальневосточный является объектом спортивной и любительской рыбалки. Промышленного значения не имеет. Охранного статуса не имеет.

### В культуре
В культуре коренных малочисленных народов Дальнего Востока, в частности, у нанайцев и удэгейцев, дальневосточный карась имеет важное значение. В шаманизме его наделяют способностью предсказывать погодные условия и даже управлять ими. Вот несколько примеров подобного «влияния»:
- Если карась ловится, хорошая погода будет.
- Не ловится карась — скверная погода будет.
- Мор карася случился — скоро случится катастрофа.

Также считается, что поедание карася может защитить человека от отрицательного влияния погоды. У некоторых родов карась считался священным животным, и есть его было нельзя, ему молились и приносили подношения.

## См.также
- Золотой карась
- Якутский карась
- Караси